# Joe Wright
Joe Wright   (Londres, 25 d'agost de 1972) és un director de cinema anglès.

## Biografia
Wright va néixer a Londres, ciutat en què els seus pares van fundar el teatre de marionetes Little Angel Theatre, ubicat al districte d'Islington. Des de jovenet va demostrar interès per les belles arts, especialment per la pintura. En la seva infantesa va sofrir burles a causa de la seva condició de dislèxic i el seu excés de pes, raó per la qual va trobar refugi al teatre. En 1980 es va inscriure a l'escola de teatre Anna Scher Theatre, a la qual va assistir dos dies a la setmana, durant deu anys. En aquella època va realitzar alguns curtmetratges en format Súper 8. Els esmentats films l'ajudarien posteriorment que fos admès al Camberwell College of Arts, malgrat el fet que va abandonar el col·legi abans d'obtenir el seu Certificat d'Educació Secundària (GCSE). Al principi aspirava a ser actor; tanmateix, després de la mort del seu pare, va decidir que la seva carrera seria la de director de cinema. El 1991 va ser admès a l'institut Central Saint Martins College of Art and Design on va estudiar cinematografia. El seu últim any d'estudis va aconseguir una beca per realitzar un curtmetratge produït per la BBC que es va titular Crocodile Snap i va ser nominat als Premis BAFTA. Després de l'èxit assolit se li va oferir la direcció de la sèrie televisiva Nature Boy, amb la que obtindria la seva segona nominació de la Academia Britànica de les Arts Cinematogràfiques i de la Televisió

## Filmografia
| Any  | Títol                          | Nominacions als Oscar | Premis Oscar |
| ---- | ------------------------------ | --------------------- | ------------ |
| 1997 | Crocodile Snap                 |                       |              |
| 1998 | The End                        |                       |              |
| 2005 | Pride & Prejudice              | 4                     |              |
| 2007 | Expiació                       | 7                     | 1            |
| 2009 | The Soloist                    |                       |              |
| 2011 | Hanna                          |                       |              |
| 2012 | Anna Karenina                  | 4                     | 1            |
| 2015 | Pan: Viatge al País de Mai Més |                       |              |
| 2017 | Darkest Hour                   |                       |              |

### Sèries de televisió
- 2000: Nature Boy
- 2002: Bodily Harm
- 2003: Charles II: The Power & the Passion
- 2025: M, il figlio del secolo